# Стрижков, Матвей Петрович
Матве́й Петро́вич Стрижко́в (4 августа 1914 — 5 мая 1989) — механик-водитель танка, гвардии младший сержант, участник Великой Отечественной войны. Герой Советского Союза.

## Биография
Родился 4 августа 1914 года в селе Громок (ныне — Башмаковский район Пензенской области) в семье рабочего. Русский. Окончил 4 класса. Работал на станции Перово Московской области, шофёром в городе Златоуст Челябинской области.
В рядах РККА в 1935—1936 годах. Призван во второй раз в июне 1941 года. В 1941 году окончил военную танковую школу в Свердловске. С июля 1942 года участник Великой Отечественной войны.
Механик-водитель танка Т-34 332-го танкового батальона 52-й гвардейской танковой бригады 6-го гвардейского танкового корпуса 3-й гвардейской танковой армии 1-го Украинского фронта гвардии младший сержант М. П. Стрижков отличился в начале ноября 1943 года под Киевом. Экипаж танка: командир танка гвардии лейтенант Ф. П. Лохматиков, радист-пулемётчик В. А. Вересков. Во время разведки танк настиг немецкую автоколонну. Прибавив скорость, танк разгромил колонну и продолжил движение, обходя Киев с запада.
Танкисты выскочили на шоссе Киев—Житомир, отрезая противнику путь к отступлению. Заметив ещё одну колонну бронетехники, танкисты встали в засаду. Далее события развивались следующим образом:

«Бронебойный», — подал команду гвардии лейтенант Ф. П. Лохматиков.
Лязгнул затвор пушки, и через три-четыре секунды грохнул выстрел. Запахло пороховой гарью. Один вражеский танк дрогнул и остановился. Ещё выстрел. Над моторной частью второго танка заклубился чёрный дым. Остальные машины скрылись в лесу. Прошла минута, вторая. Командир танка Ф. П. Лохматиков по радио докладывал командованию обстановку, когда В. А. Вересков заметил колонну гитлеровцев.
По дороге шли автомашины, тягачи с пушками. Противник не видел советский танк, стоявший в ельнике. Командир танка слышал — правее разгорался бой. Били танковые пушки. Видимо, туда спешила колонна вражеской артиллерии. Гвардии лейтенант Ф. П. Лохматиков кивнул головой в сторону колонны, закрыл башенный люк и подал водителю команду: «Вперёд!»
Тридцатьчетвёрка выползла на шоссе и быстро набрала скорость. Под гусеницами гудела мощенная камнем дорога. Танк приблизился к колонне. Ф. П. Лохматиков повернул башню, чтобы не повредить пушку, как вдруг заметил недалеко от дороги становящуюся на позицию противотанковую пушку.

«Осколочный!» — скомандовал Ф. П. Лохматиков. Грохнул выстрел. Дым окутал опрокинувшуюся пушку, а М. П. Стрижков уже налетел на колонну, давил, ломал машины, орудия, повозки, опрокидывал их в кювет, очищал проезжую часть шоссе. Ошалевшие от страха гитлеровцы бежали в лес.— Игорь Сердюков
За этот разведывательный рейд экипаж танка уничтожил два немецких танка, десять орудий, девятнадцать автомашин, несколько десятков повозок с грузом, а также больше ста солдат и офицеров.
После короткого отдыха танки взвода Ф. П. Лохматикова снова ушли в разведку в юго-западном направлении, к железнодорожному узлу Фастову. В этом рейде танкисты сбили две заставы противника и разгромили одну автоколонну. К вечеру В. А. Вересков доложил по радио о выполнении поставленной задачи и получил приказ от командира батальона продолжать разведку в направлении Фастова.
В темноте танк наскочил на засаду, уничтожив одно орудие противника, но и сам получил попадание бронебойным снарядом. Командир танка гвардии лейтенант Ф. П. Лохматиков был ранен и потерял сознание. Командование экипажем принял на себя радист-пулемётчик В. А. Вересков. С дороги вели огонь по противнику два других танка взвода разведки, и в итоге батарея противника была уничтожена.
Меньше чем за сутки танки взвода прошли с боями 65 километров и ворвались в Фастов. На улицах города экипаж танка В. А. Верескова уничтожил три танка, самоходку, четыре орудия, два миномёта, восемь автомашин и около роты солдат и офицеров противника.
Представлен к награждению званием Героя Советского Союза Указом за смелость и отвагу, проявленные в боях за овладение городом Фастов. Указом Президиума Верховного Совета СССР «О присвоении звания Героя Советского Союза генералам, офицерскому, сержантскому и рядовому составу Красной Армии» от 10 января 1944 года за «образцовое выполнение боевых заданий командования на фронте борьбы с немецко-фашистскими захватчиками и проявленные при этом отвагу и геройство» с вручением ордена Ленина и медали «Золотая Звезда» (№ 4793).
После окончания Великой Отечественной войны демобилизовался и жил в Новомосковске. Работал мастером на заводе НАК «Азот». Член КПСС с 1947 года.
30 декабря 1973 года вместе с Героем Советского Союза Н. А. Присягиным и полными кавалерами ордена Славы А. Т. Федоновым и Ф. А. Комовым принимал участие в открытии монумента «Вечная Слава» на улице Московская города Новомосковска.
Скончался 5 мая 1989 года.

## Награды
- Медаль «Золотая Звезда» Героя Советского Союза № 4793 (10 января 1944);
- орден Ленина (10 января 1944);
- орден Отечественной войны 1-й степени (11 марта 1985);
- два ордена Красной Звезды (2 августа 1943; 15 января 1944);
- медаль «За отвагу» (28 июля 1943);
- другие медали.

## Память
Имя М. П. Стрижкова увековечено на аллее Героев (ул. Московская) и на стенде Мемориала павшим в Великой Отечественной войне в городе Новомосковске.